# Die Viererbande
Die Viererbande (Originaltitel: La Bande des quatre) ist ein Film von Jacques Rivette aus dem Jahr 1989.

## Handlung
Die Viererbande – das sind die vier jungen Frauen Claude, Anna, Joyce und Lucia. Eigentlich gehört auch noch eine fünfte zu ihnen, aber sie, Cécile, zieht gerade aus dem gemeinsam bewohnten Haus im Pariser Vorort Montfermeil aus, als der Film beginnt. Alle fünf und vielleicht noch sieben oder acht weitere junge Frauen nehmen teil an einem Schauspielkurs, den Constance Dumas in einem Pariser Theaterraum leitet. Geprobt wird klassisches französisches Theaterrepertoire, am häufigsten Szenen aus Marivaux’s Komödie La Double Inconstance.
Bald macht sich ein Mann mittleren Alters an die jungen Frauen heran. Einer nach der anderen stellt er sich mit immer wieder anderen Namen und immer wieder anderen Geschichten vor. Mal erzählt er etwas von Waffenhandel, mal etwas von gefälschten Ausweispapieren, mal etwas von Kunstdiebstählen. Immer macht er Andeutungen, ihre Freundin Cécile befände sich in großer Gefahr. Bei Anna und Joyce hat er keinen Erfolg, aber bei Claude erreicht er, was er erreichen wollte: sie verliebt sich in ihn, und so verschafft er sich Zugang ins Haus. Denn darauf kam es ihm offenbar an. Mehr und mehr stellt sich heraus, worum es ihm geht. Im Haus müssen Schlüssel versteckt sein zu einem Safe, in dem Céciles Freund, der in kriminelle Geschichten verwickelt war, verurteilt wurde, aber fliehen konnte, Dokumente verwahrt, deren Veröffentlichung einigen hochrangigen Leuten äußerst unangenehm sein könnte. Er offenbart seine Identität – „Thomas Santini, police judiciaire (Kriminalpolizei)“ – und quartiert sich im Haus ein.
Eine Weile gehen die Theaterproben noch weiter wie bisher. Dann wird unversehens Constance Dumas verhaftet. Man hatte sie ein paar Male gesehen, wenn sie nach den Proben vertraulich mit Cécile gesprochen hat. Hatte sie, Constance Dumas, Céciles Freund im Theater versteckt?
Die Frauen im Haus in Montfermeil sind sich einig: Thomas Santini muss „verschwinden“, egal wie. Joyce ist es schließlich, die ihn niederschlägt. Ein letztes ungläubiges Lächeln von ihm, und er ist tot.
Zunächst unschlüssig, wie es weitergehen soll, stehen die Schauspielerinnen auf der Bühne des Theaterraums – ohne ihre Lehrerin, ohne Joyce. Aber schnell ist entschieden: „Doch wir machen weiter. ... Silence. ... Allez hop!“

## Inszenierung
Wie häufig in Filmen Rivettes wird der zeitliche Ablauf der Handlung durch Zwischentitel explizit deutlich gemacht. Immer wieder heißt es „mais le lendemain“ („aber am folgenden Tag“), „et puis, après quelques journées“ („und dann nach einigen Tagen“) oder ähnlich.
Bei La Bande des quatre kommt die deutliche Separierung der Handlungsorte hinzu. Fast jedes Mal bei einem Szenenwechsel von Paris ins Haus in Montfermeil oder umgekehrt sind Bilder der jeweils nötigen Zugfahrten dazwischen geschnitten – Bilder aus dem Zugfenster hinaus auf Bahnhöfe oder Landschaft, mal bei Tag, mal bei Nacht aufgenommen, immer mit lauten Außengeräuschen des Fahrtwindes.

## Hintergrund
Constance Dumas probt mit ihren Schülerinnen Szenen aus den folgenden Stücke:
La Double Inconstance von Marivaux,
Suréna von Pierre Corneille,
Iphigénie und Esther von Jean Racine und
Les femmes savantes von Molière.
Die Figur „Antoine Lucas“, Céciles Freund, sieht man im Film nur zweimal, jeweils nur ganz kurz: einmal als er sich, von Claude beobachtet, in einem Café mit Cécile trifft, ein zweites Mal auf einem TV-Bildschirm, als das Fernsehen von seiner Verurteilung berichtet. Die Figur und insbesondere das kleine Stück, das Claude, Anna und Joyce für Lucia aufführen – sein Gerichtsprozess als eine Farce, sind angelehnt an den damals, Ende der 1980er, in Frankreich bekannten Fall von Roger Knobelspiess. Rivette sagte dazu in einem Gespräch mit dem Schweizer „Filmbulletin“: „Einige Monate vor Drehbeginn fand in Frankreich dann ein Prozess statt, auf den sich diese Szene sehr genau bezieht. Ich las davon in den Zeitungen und diese Berichte haben mich stark berührt.“
Am Ende ihrer kleinen Aufführung singen Claude, Anna und Joyce ein selbst getextetes Lied nach einer bekannten Melodie – es ist die des französischen Volksliedes Cadet Rousselle.
Die Phantasiegeschichte, die Thomas Claude auftischt – dass nämlich Céciles Freund Antoine mit einer Bande von Bilderdieben zusammenarbeite –, weist über die Namen des Malers, „Frenhofer“, und des Bildes, „La Belle Noiseuse“, voraus auf Rivettes nächsten, von Balzacs Erzählung Das unbekannte Meisterwerk (Le Chef-d’œuvre inconnu) inspirierten Film: Die schöne Querulantin, im Original La Belle Noiseuse.

## Produktion
Die Dreharbeiten fanden im November und Dezember 1987 statt. Als Theaterraum, in dem alle Probenszenen gefilmt wurden, wurde der dafür eigens umgebaute Saal des Pariser Theater- und Konzerthauses „L’Européen“ genutzt.
Eine erste vollständig montierte Filmkopie war bereits im Juni 1988 fertig gestellt worden, aber die Uraufführung fand erst mehr als ein halbes Jahr später bei der Berlinale 1989 statt.

## Rezeption
Zwei Beispiele für die überwiegend positive Bewertung von La Bande des quatre in der deutschsprachigen Filmkritik:
In Die Zeit vom 23. Juni 1989 schrieb Norbert Grob: „Damit von Anfang an keine Mißverständnisse entstehen: Wenn es ein Ereignis gibt in diesen Tagen und Wochen, das niemand verpassen darf, dann ist es Rivettes filmische Phantasmagorie ‚La Bande des Quatre‘. Selbstverständlich kennt die Kunst keine Ranglisten. Aber dieses Werk von Jacques Rivette ist gewagt und glänzend, geheimnisvoll, zärtlich, kraftvoll, fiebrig – und ist ein Beispiel dafür, daß die Filmkunst kein Traum ist. Es gibt sie. Ab und zu gibt es sie.“ Mit den letzten beiden Sätzen deutet er an, dass vielleicht nicht jeder Zuschauer seiner Sicht des Films zustimmen wird: „Entweder man erschauert – und spürt das Leben. Oder man gähnt – und verschläft alles.“
Kurz und knapp das Fazit von Christiane Peitz, in Die Tageszeitung vom 17. Februar 1989: „Der schönste Film des Wettbewerbs“ (der Berlinale 1989).

## Varia
Nach Paris nous appartient (Paris gehört uns, 1960), Amour Fou (1968), Out 1 (1972) und L’Amour par terre (Theater der Liebe, 1984) war La Bande des quatre, gedreht 1987, Rivettes fünfter Film, in dem Theaterproben einen großen Teil der Handlung einnehmen, wobei La Bande des quatre „früher ansetzt“ (Rivette) als die vorigen Filme – bei Probenarbeiten als Teil eines Schauspielkurses.    
Nach dem Kinostart von La Bande des quatre setzte Rivette die Arbeit mit einigen der jungen Darstellerinnen und einigen Mitarbeitern seines Filmstabs mit einer Inszenierung, seiner ersten seit der 1963er Theaterfassung von La Religieuse, am Théâtre Gérard-Philipe in Saint-Denis fort. Von Mitte April bis Mitte Mai 1989 wurden dort Racines Bajazet und Corneilles Tite et Bérénice in der Inszenierung Rivettes aufgeführt.

## Auszeichnungen
Bei der Berlinale 1989, wo der Film auch seine Uraufführung hatte, wurde Jacques Rivette eine „Lobende Erwähnung“ für – wie es in der Begründung hieß – „Charme, sprachlichen Witz und die Phantasie des Drehbuchs“ zuteil. –	Außerdem erhielt La Bande des quatre unter den Filmen des Wettbewerbs den FIPRESCI-Preis.
Für ihre Darstellung der Cécile wurde Nathalie Richard im selben Jahr mit dem „Prix Michel Simon“ als beste weibliche Filmschauspielerin geehrt.